# Brug 633
Brug 633 is een kunstwerk in Amsterdam Nieuw-West. Het kunstwerk kent twee versies.

## Eerste versie
De eerste versie stamt uit 1961. Toen was er een verbinding nodig tussen een afwateringstocht ten noorden van de Jan Evertsenstraat naar de Burgemeester Cramergracht. Er was echter een probleem want daar lag het dijklichaam voor wat later de Ringspoorbaan zou worden. De esthetisch architect Dick Slebos van de Dienst der Publieke Werken kwam met een forse duiker die in het dijklichaam werd gebouwd. Het geheel van gewapend beton werd op een houten paalfundering gezet met een duikerlengte van 9,5 meter. De plaats van de duiker betekende dat de afwateringstocht een dubbele knik kreeg; ter hoogte van de ringspoordijk week ze even naar het noorden.

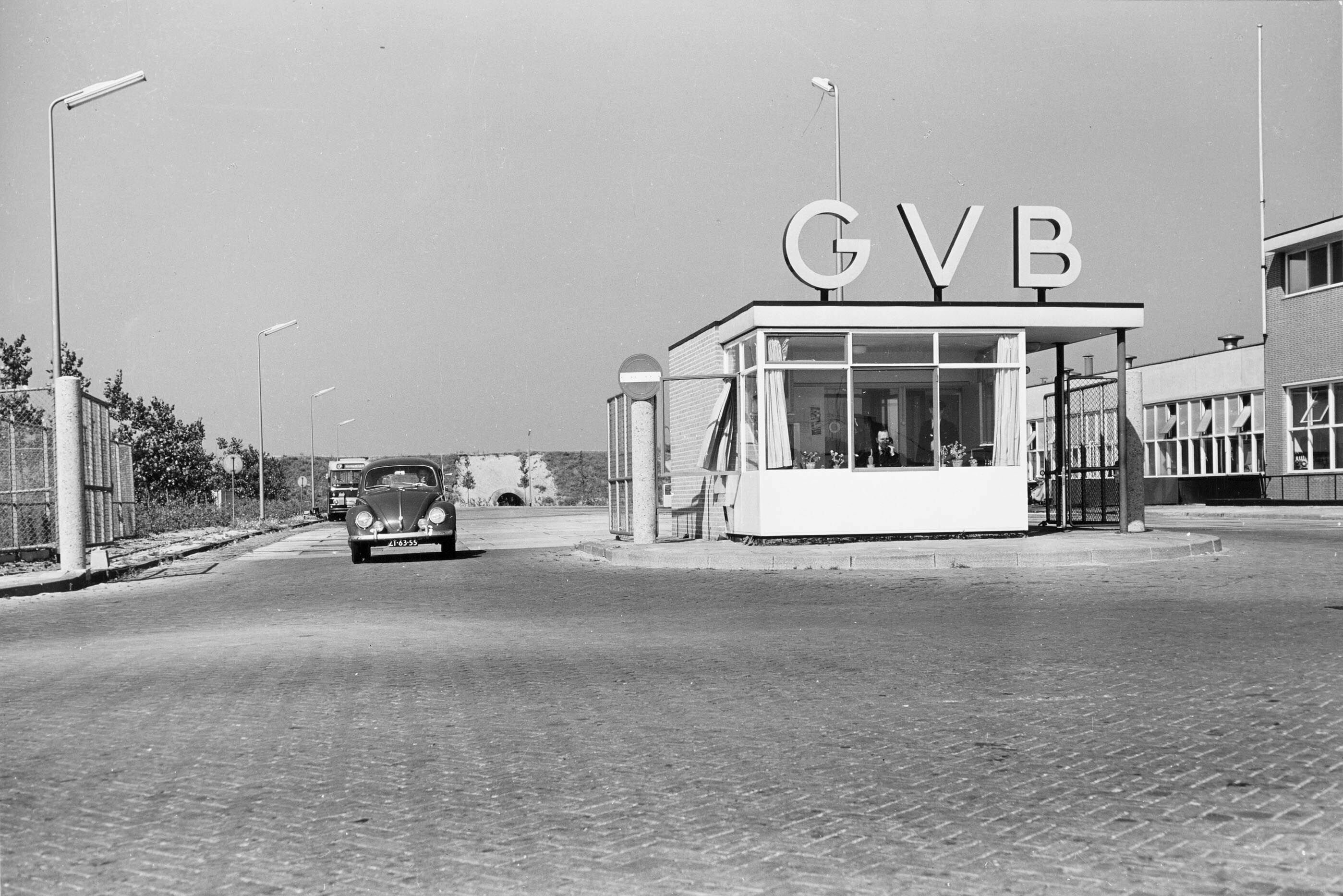
De ingang van garage West, augustus 1969. De grote duiker is op de achtergrond in het dijklichaam zichtbaar.
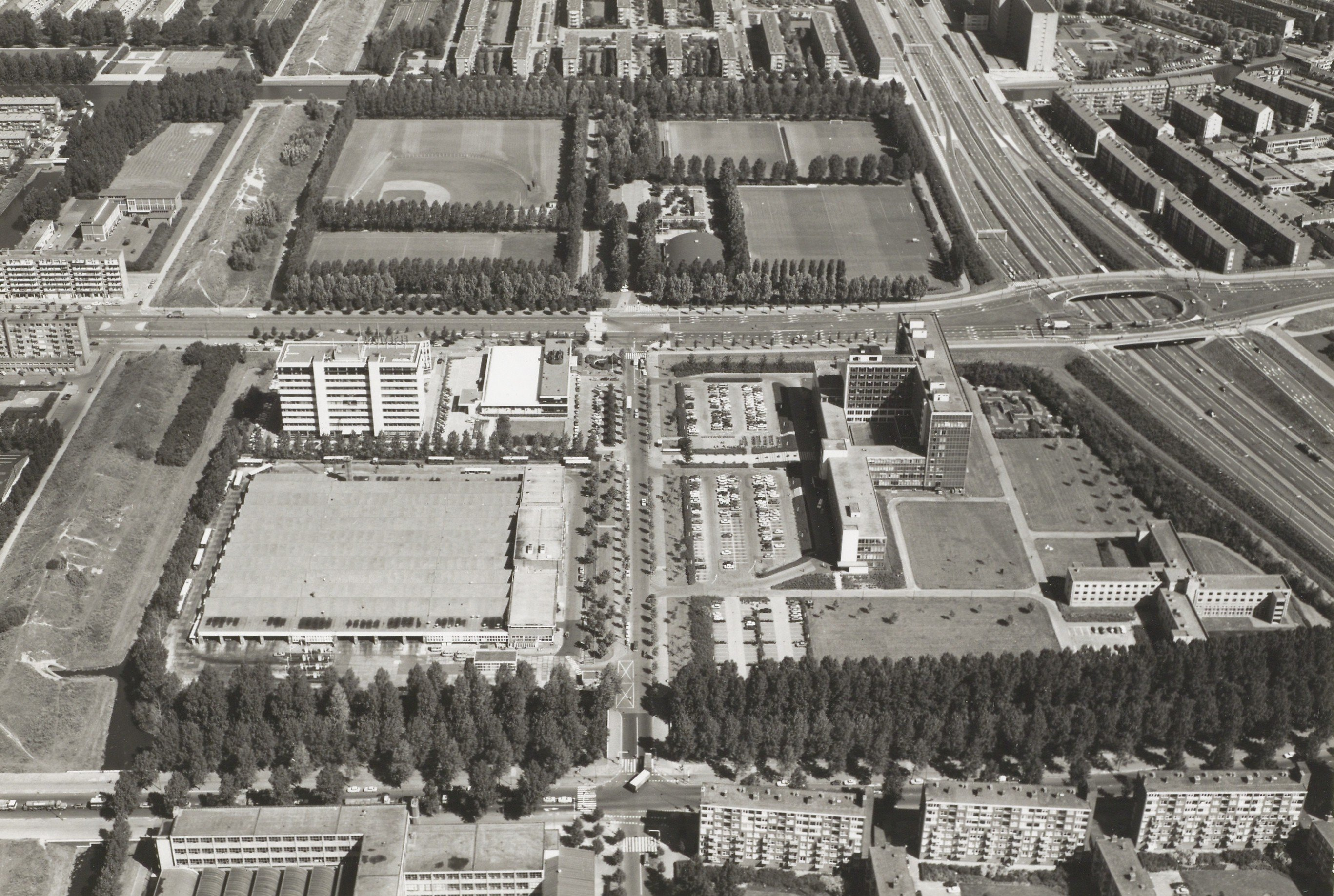
Luchtfoto uit 1974 met de voorgaande duiker door het dijklichaam van de Ringspoorbaan geheel links

## Tweede versie
De situatie wijzigt als Amsterdam in de jaren tachtig werkt aan de Spoorlijn Amsterdam CS - Hoofddorp (in gebruik per 1986). Er komen op het traject nieuwe kunstwerken in de vorm van (spoor-)bruggen. De kruising met de Jan Evertsenstraat krijgt de Jan Evertsenspoorbrug. Tijdens de bouw wordt ook de afwateringstocht Jan Evertsenstraat 'rechtgetrokken'. De afwateringstocht komt aan de noordkant van het kunstwerk in een betonnen bak te stromen. Om te voorkomen dat mensen die onder het spoorviaduct doorlopen in de tocht kunnen vallen werd over de volle lengte van de onderdoorgang een hekwerk geplaatst. Toen is ook het brugnummer hergebruikt voor een nieuw vast brugje over het water, waarbij de brug voor wat betreft overspanning en oostelijke leuning aansluit bij genoemde betonnen bak. Deze brug is net als haar voorganger alleen bedoeld voor voetgangers, alleen ze ligt dan op het straatniveau van de Jan Evertsenstraat. Ook dit bouwwerk is afkomstig van de Dienst der Publieke Werken of een van haar opvolgers, te herkennen aan het gebruik van de Amsterdamse kleuren, wit beton en blauwe leuningen.   

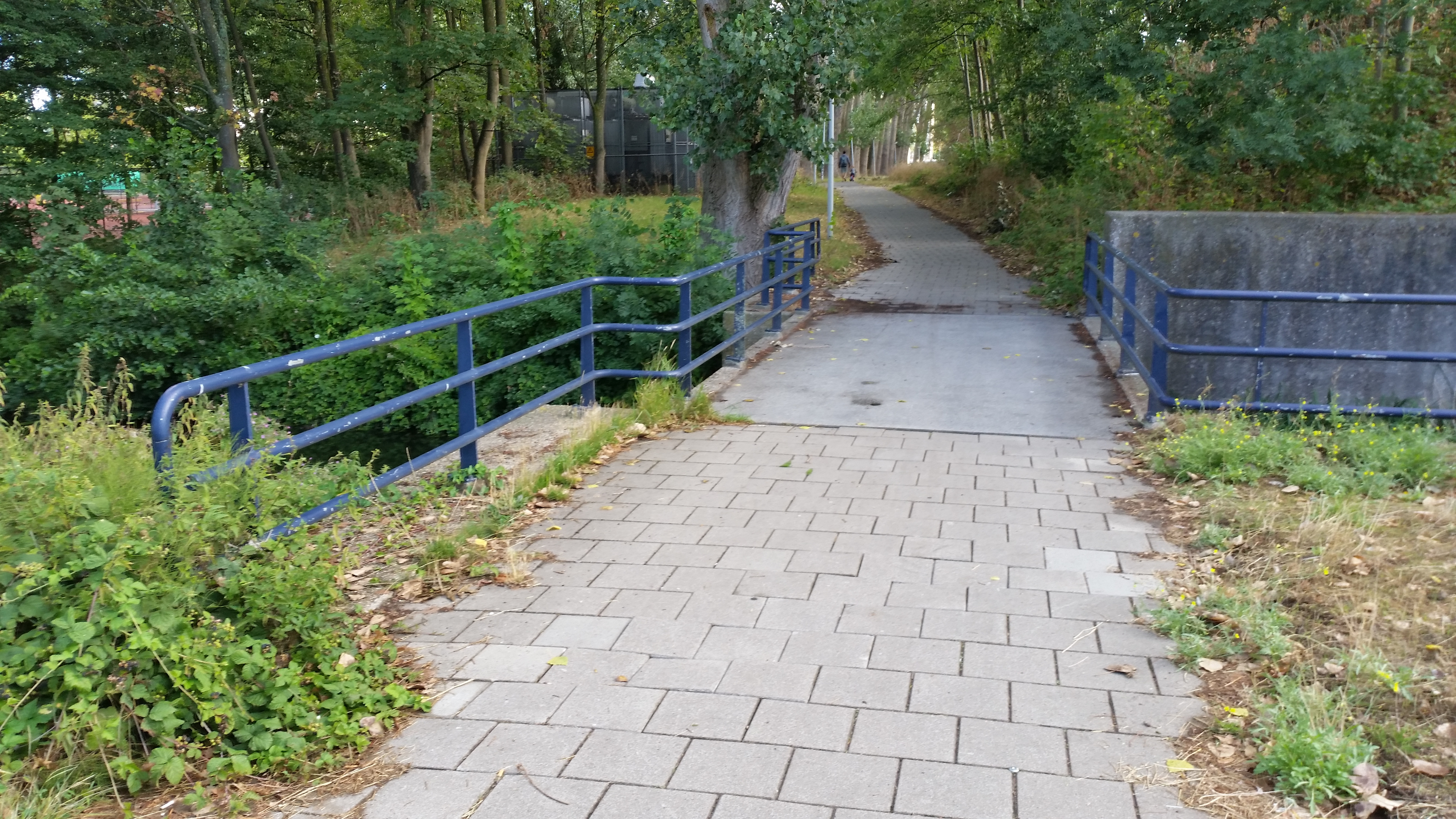
Overzichtsfoto (augustus 2018)
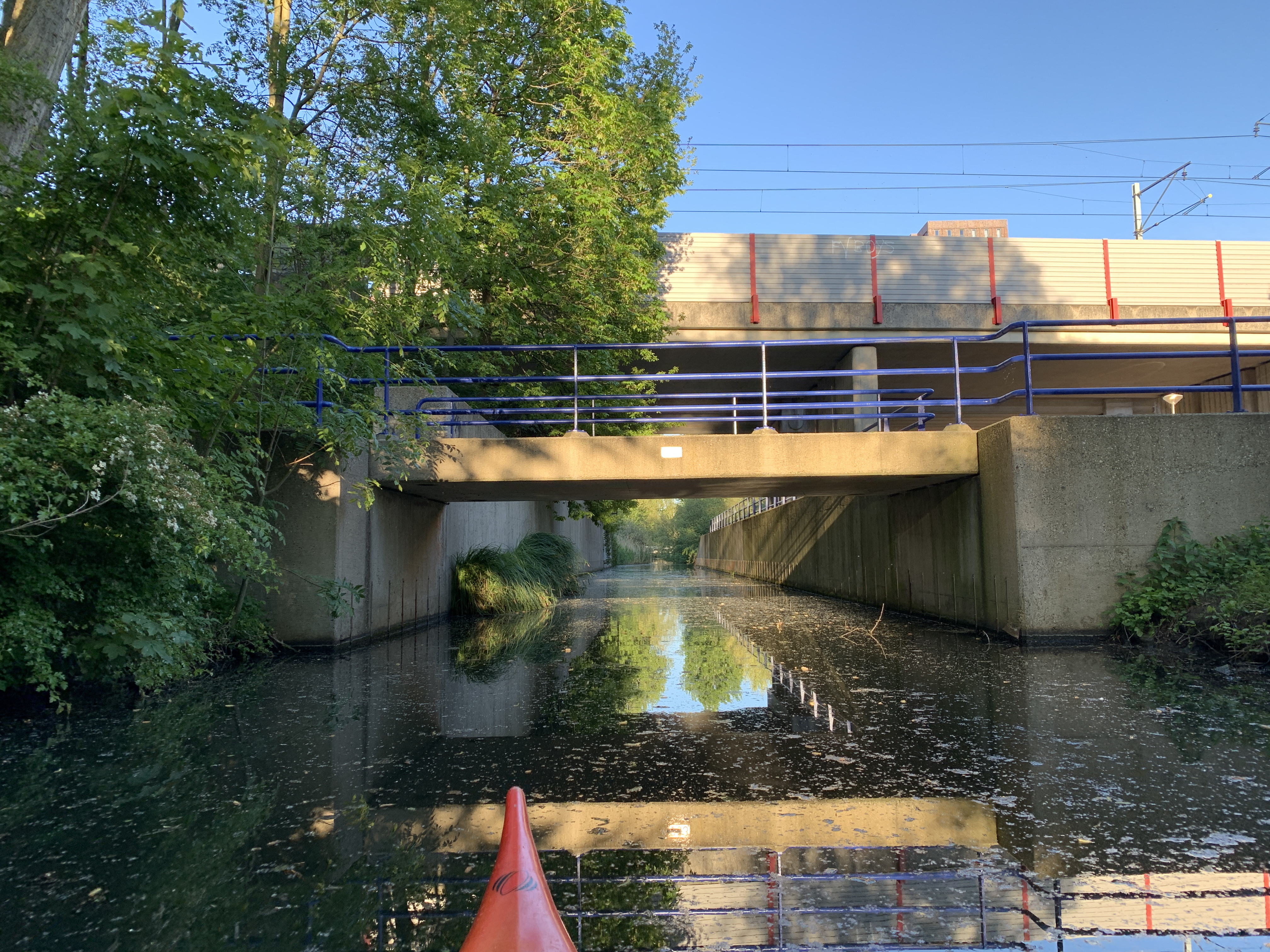
De brug gezien vanaf het water, mei 2020

<<< · 600 · 601 · 602 · 603 · 604 · 605 · 606 · 607 · 608 · 609 · 610 · 611 · 612 · 613 · 614 · 615 · 616 · 617 · 618 · 619 · 620 · 621 · 622 · 623 · 624 · 626 · 627 · 628 · 629 · 630 · 631 · 632 · 633 · 634 · 635 · 636 · 637 · 638 · 639 · 643 · 651 · 652 · 653 · 655 · 656 · 657 · 658 · 659 · 660 · 661 · 662 · 663 · 664 · 665 · 666 · 667 · 668 · 669 · 670 · 671 · 673 · 674 · 675 · 676 · 677 · 678 · 679 · 681 · 682 · 683 · 684 · 685 · 687 · 688 · 689 · 690 · 691 · 692 · 695 · 696 · 699 · >>>
Verdwenen brugnummers: 625 (afgebroken brug Sam van Houtenstraat), 640, 644, 645, 646, 647, 648, 650, 672 (duiker Cornelis Lelylaan, Rembrandtpark), 694, 698.
Nooit gebouwd: 649, 680 (nooit gebouwde brug Sloterplas).
Brugnummers 641, 642, 654, 686, 693, 694 en 697 zijn onbekend.